# Cyclocross Benidorm
Der Cyclocross Benidorm ist ein Rennen des UCI-Cyclocross-Weltcups, das seit 2023 im spanischen Benidorm ausgetragen wird.

## Geschichte
Das Rennen von Benidorm stand erstmals im Programm des Weltcups 2022/2023 und findet seitdem Mitte Januar statt. Es handelt sich um das erste Weltcuprennen in Spanien seit dem Ziklokross Igorre 2011/2012. Für seine Einführung sprach zum einen die Tourismusförderung in dem bekannten Badeort, der zu dieser Zeit gerade aus Cyclocrossländern wie Frankreich, Belgien, den Niederlanden und Großbritannien viele Besucher anzieht. Auch den Rennfahrern kommt dieser Ort gelegen, da viele Teams Anfang des Jahres Trainingslager an der Costa Blanca beziehen. Nicht zuletzt sorgt die Präsenz des spanischen Meisters Felipe Orts aus dem Nachbarort Villajoyosa für lokales sportliches Interesse.
Das Rennen findet in dem waldbestandenen Parque de El Moralet mit sandigen Böden sowie dem angrenzenden Parque de Foietes mit offenem Gelände statt. Entlang der Avenida 9 de Octubre ist eine langgezogene, sachte Steigung zu bewältigen. Der Parcours gilt als sehr schnell, mit wenigen Möglichkeiten für die besten Fahrer, sich voneinander abzusetzen.
Die ersten drei Rennen der Frauen wurden jeweils durch Fem van Empel vor Puck Pieterse bzw. Lucinda Brand gewonnen. Bei den Männern setzte sich Mathieu van der Poel 2023 in einem engen Rennen gegen Wout van Aert durch; 2024 siegte letzterer, obwohl er kurz vor dem Ziel gestürzt war und dabei seinen Sattel verloren hatte. Das erste Rennen wurde von 18.000 Zuschauern vor Ort begleitet. Die Organisatoren des Rennens bewerben sich um die Organisation der Cyclocross-Weltmeisterschaften 2029.

## Siegerliste

### Männer
- 2023:  Mathieu van der Poel
- 2024:  Wout van Aert
- 2025:  Thibau Nys

### Frauen
- 2023:  Fem van Empel
- 2024:  Fem van Empel
- 2025:  Fem van Empel